# NGC 2452
NGC 2452 ist ein Planetarischer Nebel im Sternbild Achterdeck des Schiffes, der im New General Catalogue verzeichnet ist. Bei seinem Zentralstern handelt es sich um einen pulsierenden Weißen Zwerg.
Der Nebel wurde am 1. Februar 1837 von dem Astronomen John Herschel mit einem 48-cm-Teleskop entdeckt.